# Iakovos Kambanelis
Iakovos Kambanelis o Kampanellis (Jora, Naxos, 2 de diciembre de 1922 - Atenas, 29 de marzo de 2011) fue un poeta, comediógrafo, autor de letras de canciones y novelista griego. Kambanelis es actualmente uno de los artistas griegos más populares. Fue sobreviviente del campo de concentración de Mauthausen-Gusen, experiencia que le llevó a escribir la cantata de Mauthausen con música de Mikis Theodorakis. También es el autor de al menos 12 películas, dos de las cuales fueron dirigidas por el mismo, siendo además autor de su banda sonora. También es un miembro de la junta directiva de la sociedad cultural Morfotiko Idryma Ethnikis Trapezis junto con algunos de los más prominentes artistas griegos.